# 滇西蒲桃
滇西蒲桃（学名：Syzygium rockii）是桃金娘科蒲桃属的植物，为中国的特有植物。分布在中国大陆的云南等地，生长于海拔1,000米至1,100米的地区，多生长在常绿阔叶林中，目前尚未由人工引种栽培。